# 宋邦輔
宋邦輔（？—？），字子相，號菊江，南直隸池州府東流縣人，明朝政治人物、同進士出身。

## 生平
正德八年（1513年）癸酉科應天鄉試舉人，嘉靖五年（1526年）丙戌科進士，擔任行人司行人，後授四川道監察御史，因上疏反對明世宗崇信方術而得罪罷免。